# Expediția Discovery

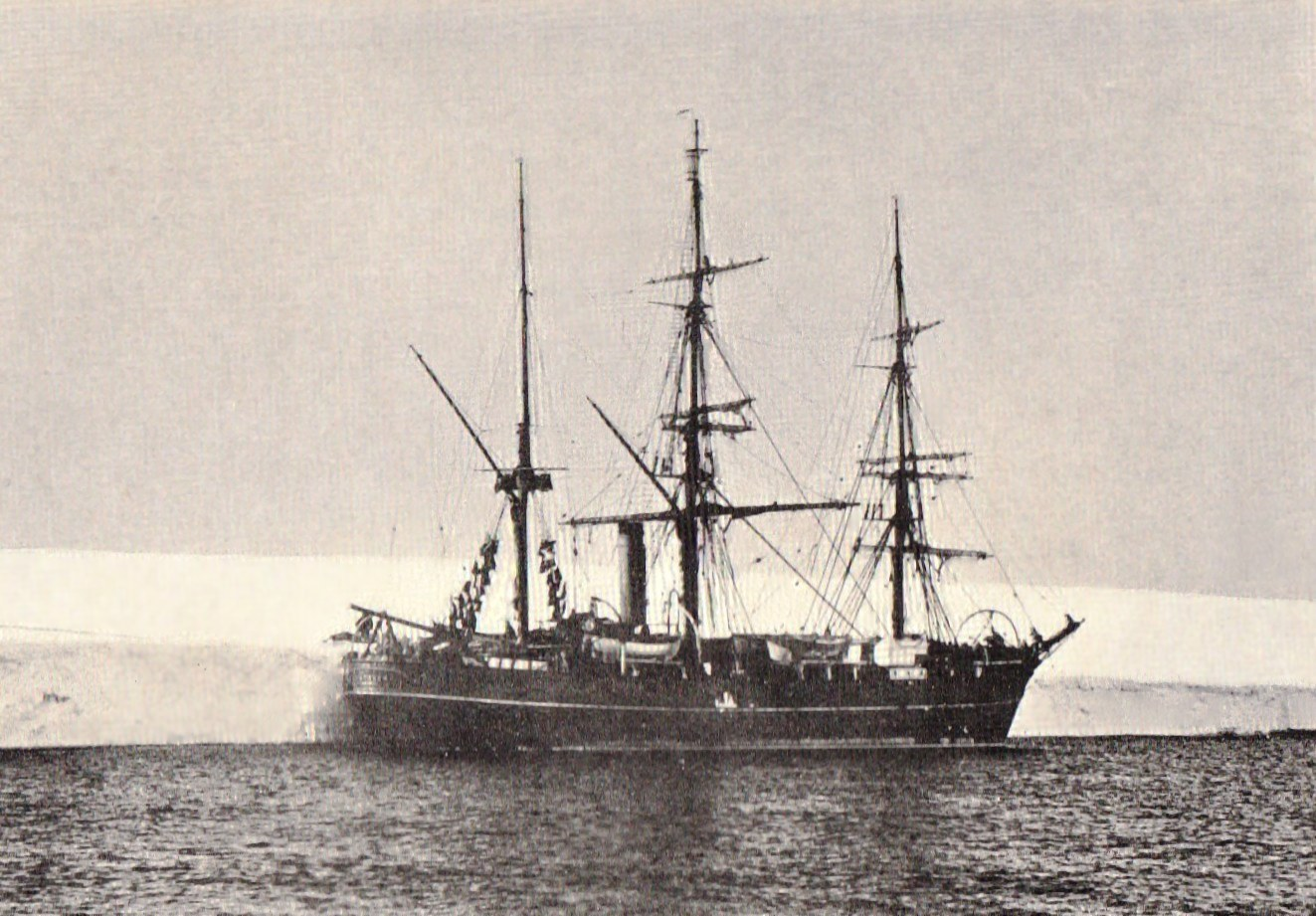
Nava expediției Discovery în Antarctica, lângă Marea Barieră de Gheață

Expediția Națională Britanică Antarctică, 1901-1904, în general cunoscută sub numele de Expediția Discovery, a fost prima explorare britanică oficială a regiunilor Antarcticii după călătoria lui James Clark Ross, care a avut loc cu șaizeci de ani mai devreme. Organizată în cardul unui comitet al Societății Regale și al Societății Geografice Regale (RGS), aceasta viza efectuarea unor cercetări științifice și a unei explorări geografice a ceea ce era în mare parte, pe atunci, un continent neatins. Aceasta a lansat carierele multor exploratori polari, care vor deveni figuri cunoscute în Epoca Eroică de explorare a Antarcticii, inclusiv Robert Falcon Scott, care a condus expediția, Ernest Shackleton, Edward Wilson, Frank Wild, Tom Crean și William Lashly.
Rezultatele științifice ale acestei expediții au fost unele remarcabile, mai ales în domeniul biologiei, zoologiei, geologiei, meteorologiei și al magnetismului. S-au întreprins descoperiri geologice și zoologice importante, inclusiv descoperirea Văilor Uscate McMurdo, care nu sunt acoperite de zăpadă, și a coloniei Cape Crozier Emperor Penguin (colonia Pinguinilor Imperiali de la Cape Crozier). În domeniul explorării geografice, realizările au inclus descoperirea Peninsulei Regelui Edward VIII și a Polar Plateau (Podișul Polar), prin intermediul rutei Munților de Vest. Totuși, expediția nu a avut ca scop atingerea Polului Sud, cel mai sudic punct de pe glob.

Expediția Discovery a fost un punct de reper în istoria explorării britanice a Antarcticii. Expediția a fost considerată a fi de succes, în ciuda faptului că a fost nevoie de o încă o misiune costisitoare pentru eliberarea echipajului și a navei rămasă captivă în gheață. Totuși, rezultatele sale științifice îndoielnice au dus la dispute în cadrul oamenilor de știință. Marele eșec al expediției a fost determinat de incapacitatea de a stăpâni tehnicile de călătorie polară ce includeau utilizarea eficientă a schiurilor și a câinilor, lucru ce a persistat în expedițiile britanice de explorare a Antarcticii din întreaga Epocă Eroică a Explorării Antarcticii.

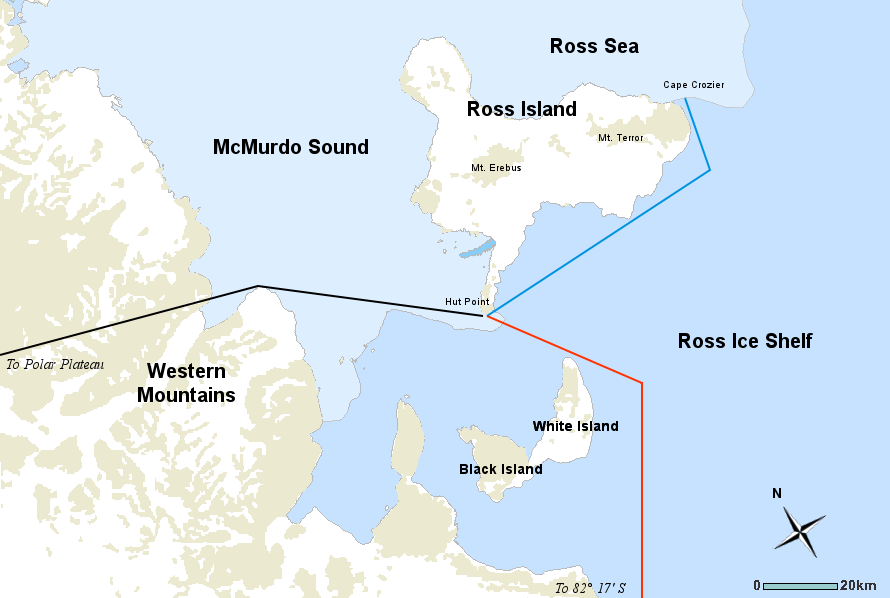
Harta Expediției Discovery, 1902-1904.
Călătorii principale:
Linia Roșie -Călătoria spre sud către cel mai îndepărtat punct sudic (noiembrie 1902-februarie 1903);
Linia Neagră-Călătoria spre vest prin Munții de Vest către Platoul Polar (octombrie-decembrie 1903);
Linia Albastră-Călătoria de la Hut Point (Punctul Cabanei) până la Colonia Pinguinilor Imperiali de la Cape Crozier (octombrie 1902 – septembrie și octombrie 1903).

## Istoria expediției

### Precursorii
Între 1839 și 1843 căpitanul Marinei Regale, James Clark Ross, comandând cele două nave ale sale, HMS Erebus și HMS Terror, a dus la bun sfârșit trei voiaje către continentul Antarctica. În acest timp el a descoperit și explorat un nou sector al Antarcticii, ce va deveni un centru important pentru expedițiile britanice de mai târziu.

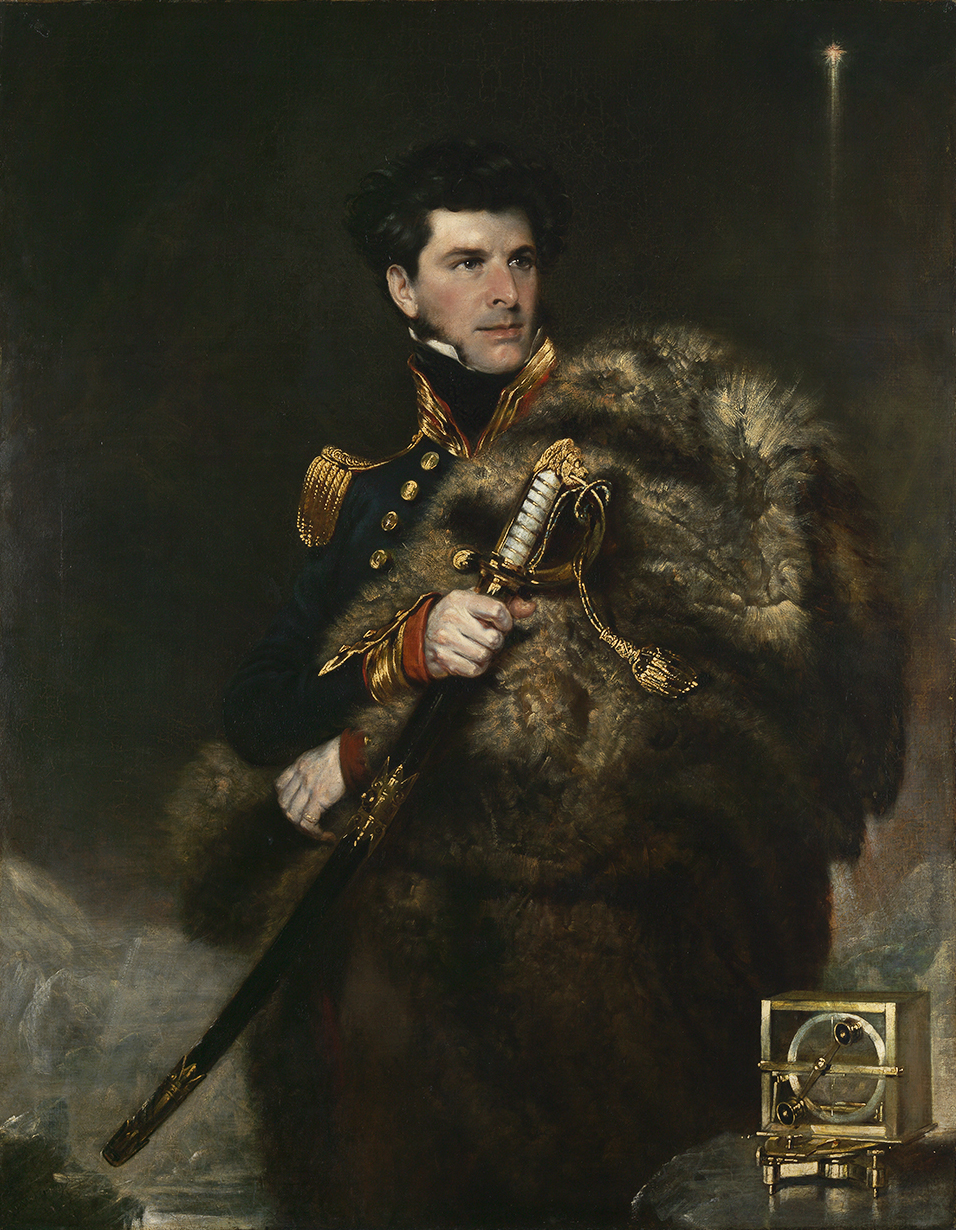
Sir James Clark Ross, descoperitorul Mării Ross, Platoului de Gheață Ross și strâmtorii McMurdo

Ross a stabilit geografia generală a acestei regiuni, numind multe dintre locurile ei: Marea Ross (Ross Sea), Marea Barieră de Gheață (mai târziu renumită Platoul de gheață Ross), Insula Ross, Capul Adare, Teritoriul Victoria, Strâmtoarea McMurdo, Capul Crozier și cei doi vulcani Muntele Erebus și Muntele Terorii. El s-a întors la Barieră de multe ori, sperând să o poată trece, totuși până la urmă nereușind să facă acest lucru, cel mai îndepărtat punct la care a ajuns fiind cel situat la 78°10′ sud, în februarie 1842. Ross a bănuit că s-ar afla și alte întinderi de gheață la estul barierei, nefiind însă sigur de acest lucru.
După Ross, în acest sector nu s-au mai înregistrat călătorii timp de 50 de ani. Apoi, în ianuarie 1895, o expediție norvegiană de vânătoare de balene a ancorat pentru scurt timp la Capul Adare, cel mai nordic punct al Teritoriului Victoria. Patru ani mai târziu Carsten Borchgrevink, care a participat la debarcarea balenierei, a condus propria expediție în această regiune, cu nava Southern Cross (Steaua Sudului). Aceasta a fost finanțată dintr-o donație de £35.000 de la editorul britanic Sir George Newnes, cu condiția ca expediția să fie numită „Expediția Antarctică Britanică”. Borchgrevink a debarcat la Capul Adare în februarie 1899, unde și-a ridicat o colibă mică, petrecând iarna antarctică din același an în ea. În vara următoare el a navigat spre sud, debarcând la breșa Barierei descoperită de Ross. Trei oameni au mers cu ajutorul săniilor trase de câini înspre sud pe suprafața Barierei, înregistrând un nou record: cel mai sudic punct atins, la 78°50′ .
Expediția Discovery a fost planificată pe fondul unui val de interes internațional pentru explorarea regiunilor Antarcticii, pe la sfârșitul secolului al XIX-lea și la începutul celui de-al XX-lea. O expediție germană sub comanda lui Erich von Drygalski a fost lansată aproximativ în același timp cu Discovery, pentru a explora continentul de la sud de la Oceanul Indian. Exploratorul suedez Otto Nordenskiöld a condus o expediție către Teritoriul Graham, o expediție franceză dirijată de către Jean-Baptiste Charcot mergând, la rândul ei, către Peninsula Antarctică. În sfârșit, savantul scoțian William Speirs Bruce a îndrumat o altă expediție către Marea Weddell..

### Marina Regală, Markham și Scott
Sub influența lui John Barrow, al doilea secretar al Amiralității, explorările polare au devenit o preocupare a Marinei Regale pe timp de pace după războaiele napoleoniene. Interesul naval s-a diminuat după dispariția din 1845 a expediției lui Franklin și a multora a dintre căutările zadarnice ce au urmat. După problemele întâmpinate în anii 1874-1876 în expediția către Polul Nord condusă de George Nares, și însuși declarația sa (a lui G. Nares) că Polul Nord este „impracticabil”, Amiralitatea a decis că alte expediții polare ar fi periculoase, costisitoare și inutile.

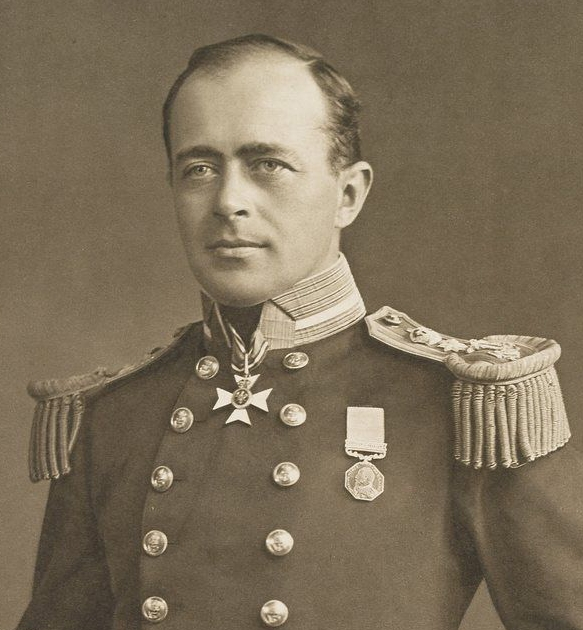
Comandorul Robert Falcon Scott, comandantul expediției Discovery

Totuși, secretarul Societății Geografice Regale (și mai târziu președintele ei), Sir Clements Markham, era un fost navigator care făcuse parte din unul din echipajele de salvare trimise în 1851 pe urma navelor pierdute în timpul Expediției lui Franklin. El l-a și însoțit pe Nares pentru o parte din expediție, devenind un susținător ferm pentru ca marina să-și continue rolul său istoric. O oportunitate pentru a promova această ambiție a apărut în noiembrie 1893, când proeminentul biolog Sir John Murray, care vizitase apele Antarcticii ca biolog cu Expediția Challenger în anii 1870, adresându-se la RGS (Societatea Geografică Regală), a prezentat o lucrare intitulată „Reînoirea explorărilor antarctice”, cerând o expediție pe scară largă în beneficiul științei britanice. Aceasta a fost puternic susținută, atât de Markham cât și de conducătorii organizației științifice a țării, Societatea Regală. S-a stabilit un comitet comun al celor două societăți, care să decidă forma viitoarei expediții. Markham își dorea o expediție navală completă, în stilul lui Ross sau al lui Franklin. Această alegere a fost criticată de unii membrii ai comitetului asociat, dar tenacitatea sa a făcut astfel încât expediția să se desfășoare așa cum și-a dorit. Vărul său biograf a scris mai târziu că expediția a fost „creația minții sale, produsul energiei sale persistente”.
Markham obișnuia să urmărească cu atenție ofițerii navali tineri și promițători, care mai târziu ar fi putut fi potriviți pentru misiunile polare, atunci când va apărea posibilitatea. L-a observat pentru prima oară pe aspirantul Robert Falcon Scott în 1887, în timp ce acesta își ducea la bun sfârșit îndatoririle pentru ultima oară pe nava HMS Rover în St. Kitts, ținându-l minte. Treisprezece ani mai târziu, Scott, fiind acum locotenent pe HMS Majestic, dorea să avanseze în grad, iar șansa de a se întâlni cu Clements în Londra l-a determinat să candideze pentru conducerea expediției. Markham se gândise de mai mult timp la Scott, dar nu era prima opțiune. L-a ales în cele din urmă, din cauză că ceilalți candidați pe care îi prefera fie erau prea bătrâni pentru o asemenea expediție, fie s-au retras. Cu sprijinul lui Markham, numirea lui Scott la comanda expediției a fost asigurată pe 25 mai 1900, urmată de promovarea sa rapidă la gradul de comandor.

### Știință versus aventură
Conducerea expediției încă trebuia să fie stabilită. Markham a hotărât de la început că liderul misiunii va fi un ofițer de marină, nu un om de știință. Scott, scriindu-i lui Markham după numirea sa ca și comandor, a reiterat că „trebuie să aibă control complet asupra navei și a locurilor unde va debarca”, insistând să fie consultat în legătură cu orice alte anunțuri ulterioare. Cu toate acestea, comitetul asociat, cu consimțământul lui Markham, l-a numit pe Sir John Walter Gregory, profesor de geologie la Universitatea din Melbourne și fost geolog asistent la Muzeul Britanic, ca director științific al expediției. Opinia lui Gregory, aprobată de către facțiunea Societății Regale din comitetul asociat, era ca organizarea și comanda echipajelor de teren să fie în mâinile sale:„...Căpitanul va fi instruit să acorde asistență necesară în dragare, remorcarea plaselor etc., să pună bărci la dispoziția personalului științific.” În disputa care a urmat, Markham a susținut că Scott trebuie să dețină comanda totală a expediției, fără a-i fi pusă la îndoială, Scott însuși insistând pe acest aspect, amenințând chiar cu demisia. Viziunea lui Markham și a lui Scott a fost cea care a avut câștig de cauză, iar Gregory și-a dat demisia, spunând că munca științifică nu trebuie să fie „subordonată aventurii navale”.
Această controversă a sporit neînțelegerile dintre societăți, lucru care s-a văzut după încheierea expediției. Societatea regală a criticat volumul și calitatea rezultatelor publicate. Markham a susținut faptul că a insistat asupra comenzii navale deoarece era, în primul rând, o chestiune de tradiție și stil, nedorind să arate o lipsă respect față de știință. El și-a făcut auzită convingerea că, pe cont propriu, simpla încercare a ajunge mai departe decât s-a ajuns până atunci nu ar fi fost demnă de ajutorul său.

## Echipajul

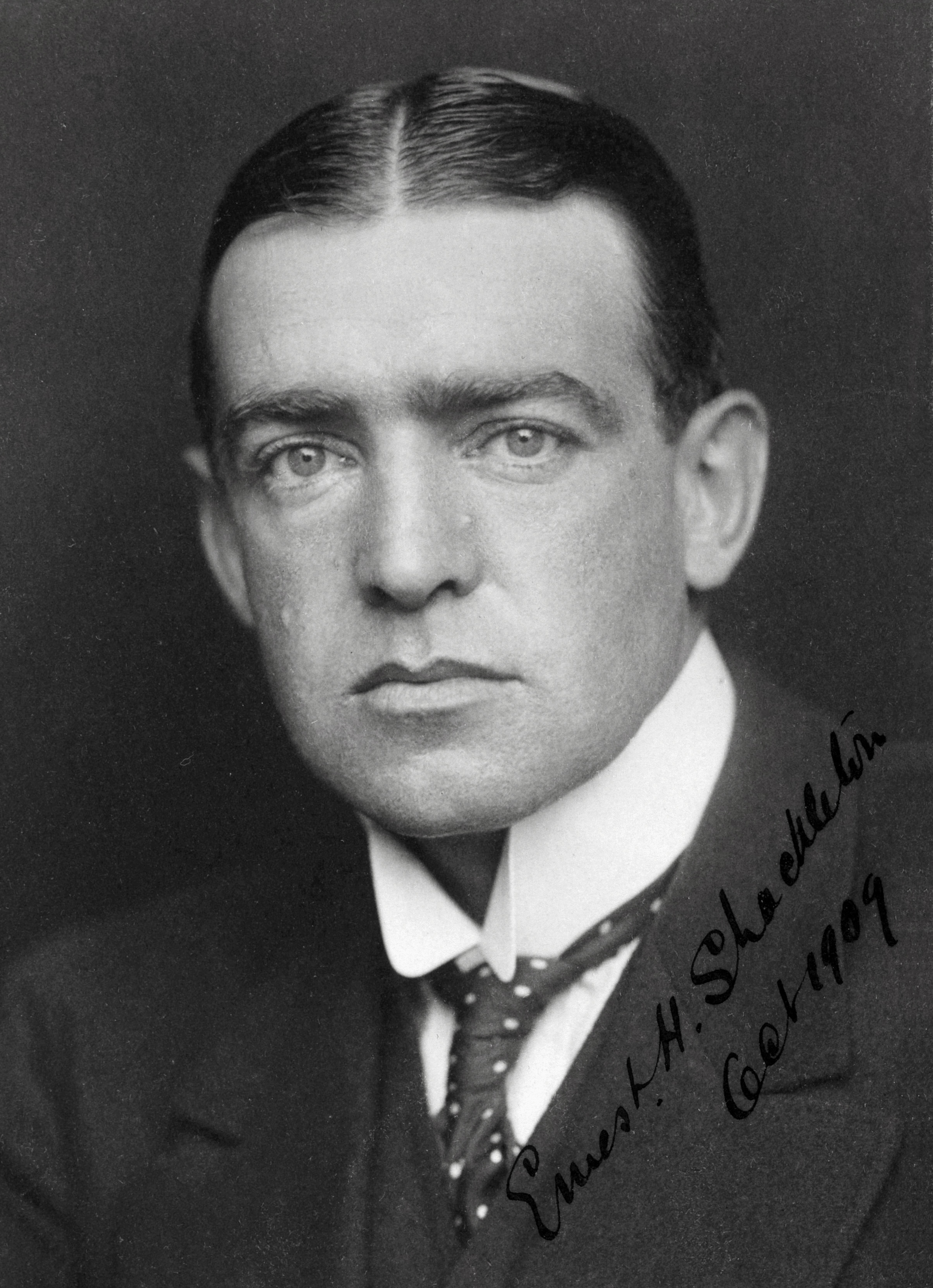
Ernest Shackleton, al treilea ofițer de pe Discovery

Markham a sperat pentru o expediție condusă în totalitate de Marina Regală, dar a fost avertizat de către Amiralitate că „exigențele actuale ale Serviciului Naval [i-ar] împedica să mai împrumute alți ofițeri...”. Cu toate acestea, Amiralitatea a fost de acord să le acorde lui Scott și Charles Royds, iar mai târziu și lui Michael Barne și Reginald Skelton dreptul de a se alătura expediției. Restul ofițerilor erau de la Marina Comercială, incluzând pe Albert Armitage, comandantul adjunct, ce căpătase deja experiență de la Expediția Arctică a lui Jackson dintre anii 1894-1897, și Ernest Shackleton, desemnat al treilea ofițer ce se ocupă de depozitare și provizii, dar și de organizarea evenimentelor de recreație. Amiralitatea a oferit de asemenea 20 de subofițeri și marinari, restul echipajului fiind format din negustori, sau din civili angajați. Printre aceștia se numără și veteranii antarctici, incluzând pe Frank Wild, William Lashly, Thomas Crean (ce a intrat în expediție după dezertarea unui marinar în Noua Zeelandă) , Edgar Evans și Ernest Joyce. Deși expediția nu a fost un proiect oficial al Marinei, Scott a propus ca aceasta să meargă pe rutele navale, obținând acordul voluntar al echipajului de a munci după Actul Disciplinei Navale.
Echipa științifică a fost lipsită de experiență. Dr. George Murray, succesorul lui Gregory ca șef al echipei de cercetare, trebuia să călătorească doar până în Australia (de fapt, el a părăsit nava la Cape Town), el învățându-i pe ceilalți oameni de știință de la bord, neavând un rol în lucrările expediției. Singurul om de știință cu o experiență antarctică anterioară a fost Louis Bernacchi, care împreună cu Borchgrevink, a fost observator magnetic și meteorolog. Geologul Hartley Ferrar, pe atunci în vârstă de 22 de ani, absolvise recent Universitatea Cambridge. Markham considera că această experiență îl poate ajuta să capete experiență. Biologul marin Thomas Vere Hudgson, de la Muzeul Plymouth, era un om cu o experiență academică mai mare, ca și Reginald Koettlitz, acesta fiind șeful echipei medicale, care, la 39 de ani, era cel mai vârstnic membru al expediției. El, ca Armitage, a participat și la expediția lui Jackson Harmsworth. Doctor junior și zoolog era Edward Wilson, un apropiat al lui Scott, venind cu calități precum calmul, răbdarea  și imparțialitate, care îi lipseau căpitanului.

## Organizare și obiective

### Finanțarea
Costul total al expediției a fost estimat la circa 90.000 de lire sterline (la cursul de atunci; echivalentul a aproximativ 7,25 milioane de lire la cursul din 2009) din care 45.000 lire au fost oferite de guvernul britanic, cu condiția ca cele două societăți organizatoare să strângă aceeași sumă. Ele au realizat acest lucru, mulțumită unei donații de 25.000 de lire de la unul din membrii mai bogați ai RGS, Sir Llewellyn W. Longstaff. Însăși RGS a contribuit cu o sumă de 8.000 de lire, cea mai mare contribuție a sa, într-o singură tranșă, la o expediție de până atunci, 5.000 de lire provenind de la Alfred Harmsworth (mai târziu Lord Northcliffe) care finanțase anterior și expediția lui Jackson Harmsworth către Arctica (1894-1897). Restul a fost adunat din unele donații mai mici. Expediția a beneficiat și de mai mulți sponsori comerciali: Colman's a furnizat muștar și făină, Cadbury's a oferit 1.600 kg de ciocolată, Jaeger a făcut un discount de 40% la haine, Bird's praf de copt, Bovril produse din carne de vită și multe alte companii, toate aceste contribuții având un impact semnificativ la realizarea expediției.

### Nava

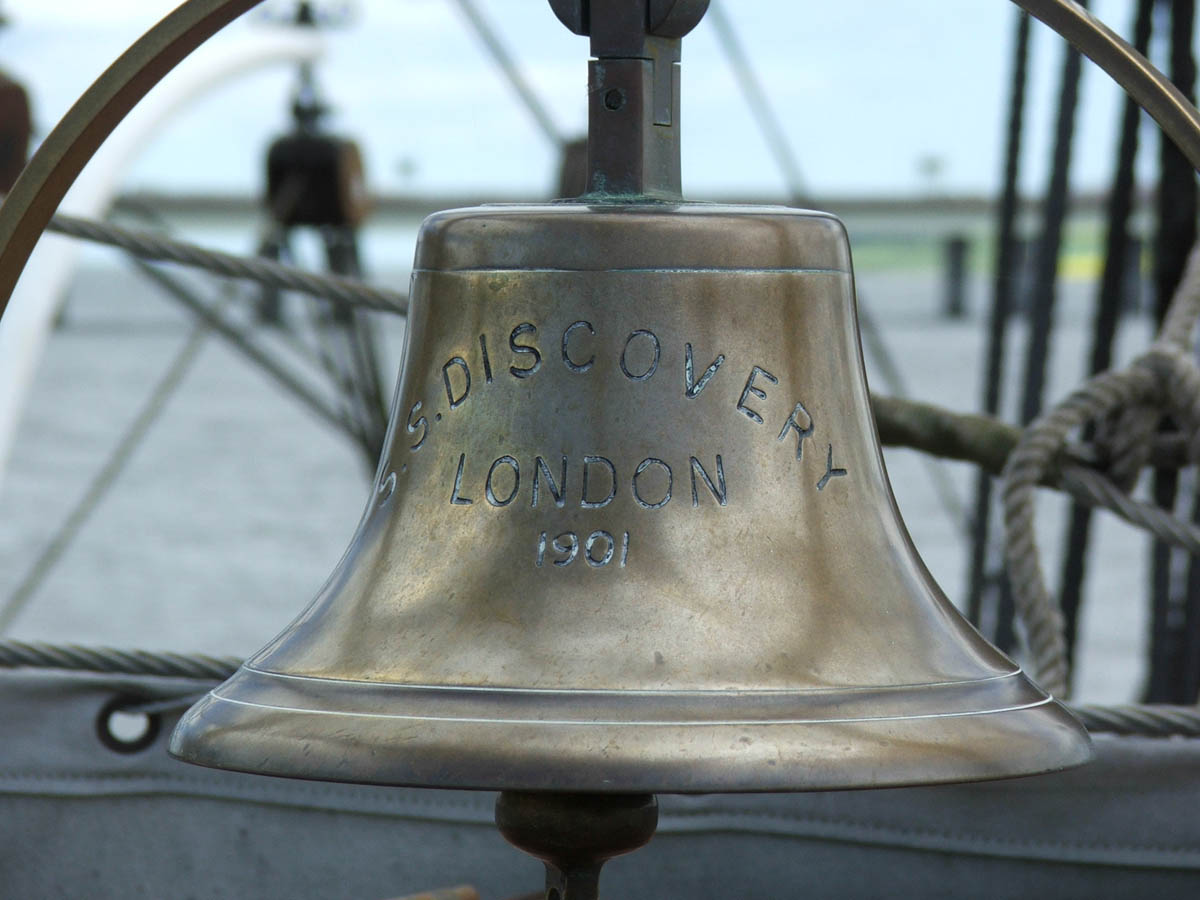
Clopotul navei Discovery

Nava expediției a fost construită de către Dundee Shipbuilders Company (în engleză „Compania Constructorilor de Nave Dundee”) ca o navă de cercetare specializată pentru munca în apele Antarcticii, fiind una dintre ultimele nave de lemn cu trei catarge construite în Marea Britanie. Costul construcției a fost de 34.050 de lire (2009 = 2,7 milioane lire), plus alte 10.322 lire (2009 = 830.000 lire) pentru motoare, costul final după mai multe modificări ajungând la 51.000 lire (2009 = 4,1 mil. lire). Numele navei Discovery avea deja semnificații istorice, fiind folosit și pentru denumirea altor nave, cum ar fi una din navele din expediția lui George Nares, nava actuală având un design asemănător cu respectiva. Ea a fost lansată la apă de către Doamna Markham pe 21 martie 1901 sub titulatura de S. Y. Discovery (denumirea de Vas Regal de Cercetare a fost primită în anii 1920).
Pentru că nu era un vas regal, Admiralitatea nu permitea ca Discovery să poarte însemnele Marinei Regale, cum ar fi pavilionul național englez. Eventual ea a navigat sub Actul Navelor Comerciale, purtând drapelul Societății Regale de Geografie, pavilionul albastrul, tipic navelor engleze, și burgeul Clubului de Iahturi Roiale Harwich.

### Obiective
Expediția Discovery, ca și cea a lui Ross sau a lui Borchgrevnik de dinainte, avea ca scop cercetarea sectorului Mării Ross din Antarctica. Și alte părți ale vastului continent fuseseră puse în discuție, dar principiul urmat a fost cel conform căruia „pentru a pleca în necunoscut trebuie început de la ceva cunoscut”. Principalele două obiective ale expediție au fost dezbătute în comitetul comun, „Instrucțiuni pentru Căpitan”, pentru „a se determina, pe cât de mult posibil, natura, condiția și mărimea porțiunii de teritorii polare care sunt incluse în vizorul expediției voastre”, și pentru „a se face un studiu magnetic în regiunile la sud de paralela 40 și pentru a se executa cercetări și investigații cu echipament meteorologic, oceanografic, geologic, biologic și fizic adecvat”. Instrucțiunile mai consemnau faptul că „nici unul dintre aceste obiective nu trebuie sacrificat în favoarea celuilalt”.
Instrucțiunile referitoare la obiectivele geografice au devenit mai specifice: „Punctele principale în cadrul interesului geografic sunt [...] explorarea Barierei de Gheață Ross în extremitatea estică; descoperirea teritoriului ce s-ar fi întins înspre estul barierei, despre care Ross credea că flanchează bariera spre est, sau să se confirme, după caz, faptul că acesta nu există... iar explorarea geografică să fie direcționată spre [...] avansarea spre munții de vest, spre sud și explorarea regiunii vulcanice”.

## Expediția

### Primul an

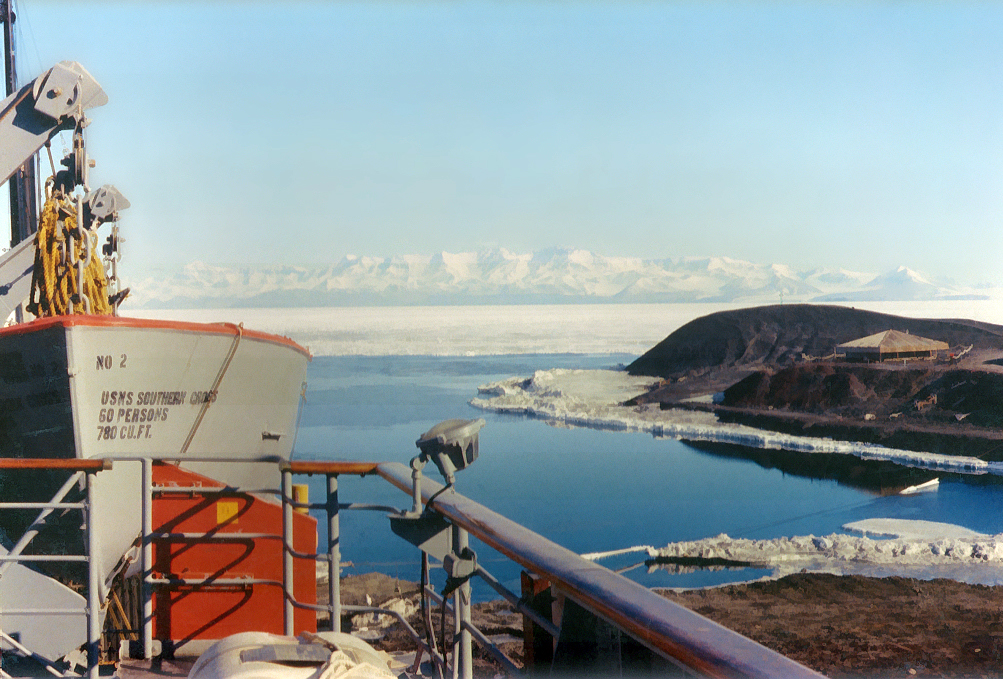
O fotografie modernă a Golfului Winter Quarters, unde Discovery a ancorat, împreună cu Punctul Cabanei și Văile Uscate McMurdo (dreapta)

Discovery a părăsit Insula Wight pe 6 august 1901, ajungând în Noua Zeelandă prin Cape Town pe 29 noiembrie după un mic ocol sub paralela 40 sud, pentru niște cercetări în domeniul magnetismului. După 3 săptămâni dedicate pregătirii ultimelor detalii, nava era gata pentru călătoria în sud. Pe 21 decembrie, pe când nava părăsea Portul Lyttelton în uralele mulțimii, un tânăr marinar, Charles Bonner, a căzut de pe catargul principal, catargul pe care se urcase pentru a mulțumi oamenilor pentru aplauze, murind în urma impactului cu puntea. El a fost înmormântat peste 2 zile la Portul Chalmers.
Discovery a continuat călătoria spre sud, ajungând la Capul Adare pe 9 ianuarie 1902. După o mică debarcare și după o scurtă examinare a ceea ce a mai rămas din tabăra lui Borchgrevink , nava a continuat drumul spre sud pe linia coastei Teritoriului Victoria. Odată ajunsă la Strâmtoarea McMurdo, Discovery a întors spre est, atingând din nou pământul la Cape Crozier unde a fost pus un mesaj la un punct prestabilit, pentru ca navele de salvare să identifice direcția în care se îndrepta expediția. Nava a urmat linia Marei Bariere înspre extremitatea sa estică, pentru ca, pe 30 ianuarie, să fie descoperit și confirmat pământul ce se întindea după ea, teritoriul fiind numit Teritoriul Regelui Eduard al VII-lea.
Pe 4 februarie, Scott a debarcat pe Barieră, despachetând un balon meteorologic special cumpărat pentru observații aeriene. El l-a lansat, iar acesta s-a ridicat rapid la 180 m. Shackleton a urmat cu un al doilea zbor. Astfel, toți au putut vedea suprafața nesfârșită a barierei . Totuși, Wilson considera că aceste zboruri erau „pur și simplu o nebunie”.

#### GolfulWinter Quarters
Discovery a navigat spre vest în căutarea unui loc de ancorare. Pe 8 februarie a intrat în Strâmtoarea McMurdo, iar în aceeași zi a ancorat în preajma limitei sale sudice, acel loc fiind botezat mai târziu Golful Winter Quarters. Wilson a scris: „Cu toții ne-am dat seama de norocul nostru, fiind conduși către un așa loc de ancorare pentru iarnă, sigur pentru navă, având un adăpost perfect, ferit de presiunea gheții”. Stoker Lashly, totuși, considera că locul arăta cam „mohorât”. Munca la țărm a început prin ridicarea corturilor de expediție pe o peninsulă pietroasă, acel loc fiind numit Hut Point, Punctul Cabanei. Scott a decis faptul că munca de cercetare ar trebui stabilită și efectuată în navă, astfel lăsând-o să fie înghețată în mare și să folosească „cabana” principală ca depozit și adăpost.

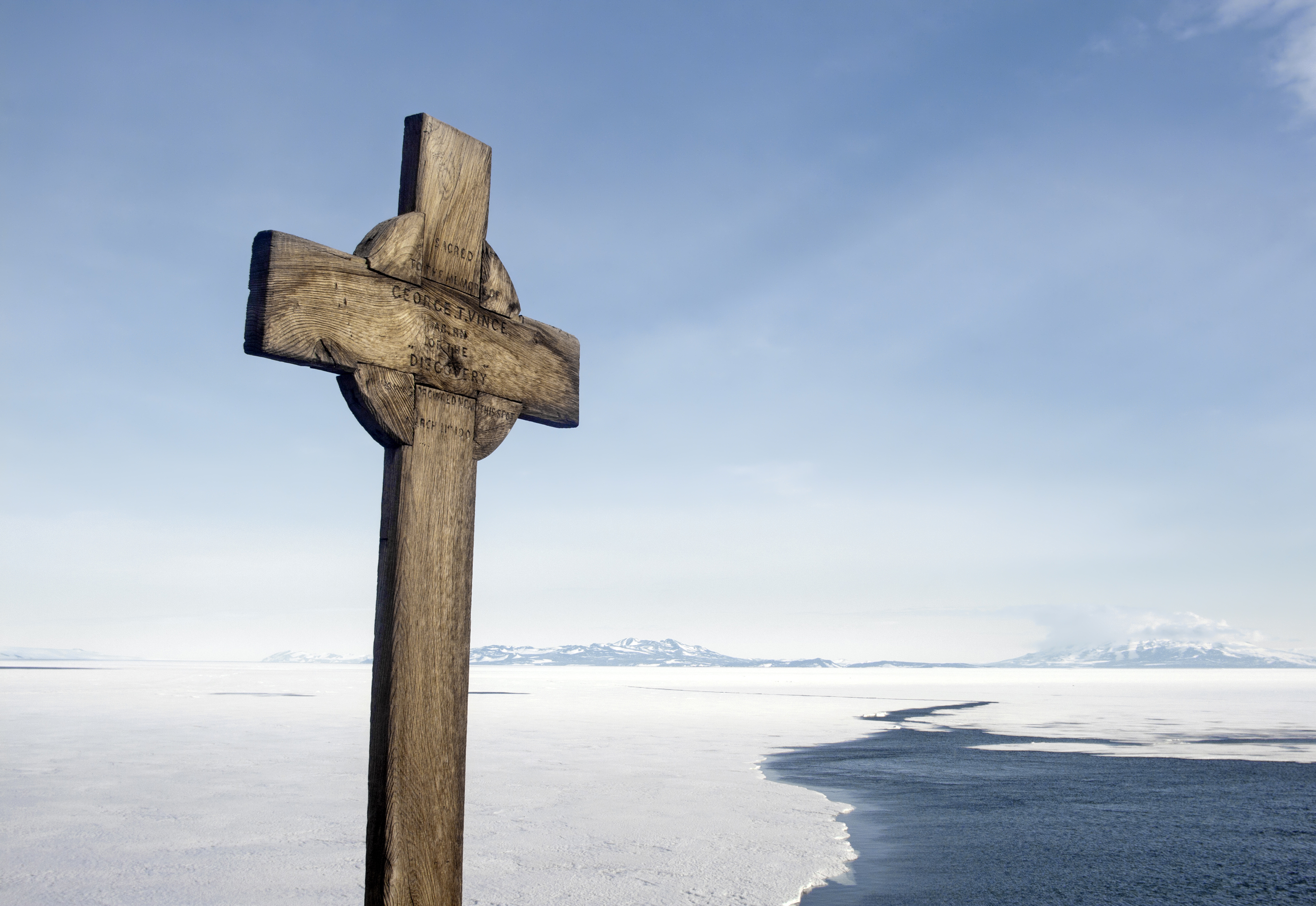
Crucea memorială a lui G. Vince, ridicată pe promontoriul Punctului Cabanei

Din întregul echipaj, doar Bernacchi și Armitage mai aveau experiență cu săniile trase de câini. Rezultatele pe care le-au avut încercările oamenilor lui Scott de a folosi aceste tehnici nu au fost deloc încurajatoare, făcându-l să prefere simplul mod de a împinge săniile . Pericolul acestor condiții nefamiliare și-a făcut simțit prezența când, pe 11 martie, un grup ce se întorcea dintr-o încercare de a atinge Capul Crozier a rămas blocat pe un povârniș plin de zăpadă în timpul unui viscol. În încercările lor disperate de a se refugia, un tânăr din grup, George Vince, a alunecat pe marginea unui versant, murind. Cadavrul său nu a fost niciodată recuperat; o cruce ridicată în cinstea sa încă stă pe vârful promontoriului Hut Point.
În timpul lunilor geroase de mai și aprilie oamenii de știință erau ocupați în laboratoarele lor, în timp ce în rest se făceau pregătiri pentru cercetările din sezonul ce va urma. Pentru ca echipajul să se poată recrea, se organizau spectacole de teatru în care jucau actori amatori, și se țineau discursuri motivaționale. Un ziar, numit South Polar Times, a fost editat de către Shackleton. Activitățile sportive nu au lipsit deloc; se practica fotbal pe gheață, iar programul investigărilor meteorologice și magnetice era menținut. Pentru că iarna se încheia, teste ale săniilor erau efectuate pentru a verifica echipamentul folosit în cadrul călătoriei sudice pe care Scott, Wilson și Shackleton o așteptau. În acest timp, o expediție condusă de Royds s-a aventurat până la Capul Crozier pentru a lăsa un mesaj, descoperind o colonie de pinguini imperiali. Alt grup, sub comanda lui Armitage, a plecat în recunoaștere în munții din vest, întorcându-se în octombrie cu primele simptome de scorbut. Armitage l-a considerat vinovat de apariția acestei boli pe Scott, căruia îi era milă să taie animale pentru a putea procura carne proaspătă. Regimul alimentar a întregii expediții a fost revizuit, iar până la urmă problema a fost combătută.

### Spre sud
Scott, Wilson și Shackleton au plecat pe 2 noiembrie 1902 cu sănii, câini și personalul auxiliar. Scopul lor era „să mergem drept înspre sud pe cuprinsul Barierei cât putem, să atingem polul dacă e posibil, sau să descoperim noi teritorii”. Prima mare realizare a fost făcută când pe 11 noiembrie un grup a reușit să depășească cel mai sudic punct atins de Borchgrevink, mai exact 78°50′ sud. Totuși, lipsa abilității de a conduce sănii trase de câini a devenit evidentă, echipajul progresând foarte lent. După ce restul grupurilor s-au întors, pe 15 noiembrie, grupul lui Scott a început relocarea proviziilor (luând jumătate din ele în față, apoi revenind pentru restul), astfel mergând 3 mile (cca. 4 km) pentru fiecare milă (1,5 km) de progres înspre sud. Greșeli au fost făcute cu hrana câinilor, iar deoarece câinii slăbeau, Wilson era forțat să îl omoare pe cel mai slab pentru a-i hrăni pe ceilalți. Și oamenii se chinuiau, afectați de orbire din cauza zăpezii, degerături și simptome de scorbut, dar au continuat marșul înspre sud, pe linia pe care se întindeau munții din vest. Ziua de Crăciun a fost celebrată cu rații duble, și o budincă pe care Shackleton o păstrase special pentru această ocazie, ascunsă în șosetele sale. Pe 30 decembrie 1902, fără a părăsi Bariera, grupul a atins cel mai sudic punct la  82°17′ sud . Problemele s-au înmulțit pe drumul acasă, când toți câinii au murit iar Shackleton a fost lovit de scorbut. Jurnalul lui Wilson spunea că pe 14 ianuarie 1903 „cu toții am slăbit, având simptome clare de scorbut”. Scott și Wilson s-au chinuit cu Shackleton, care era incapabil să împingă săniile, mergând deoparte și uneori urcându-se pe sănii. Grupul a ajuns înapoi la navă pe 3 februarie 1903 după ce au mers 960 de mile (1. 540 km) incluzând realocările, în 93 de zile, mergând în mod obișnuit 10 mile pe zi (16 km).

### Sosirea navei de ajutor
În timpul absenței lui Scot, nava de ajutor Morning (Dimineața) a adus provizii proaspete. Organizatorii expediției au presupus că Discovery va fi liberă din ghețuri la începutul anului 1903, lăsându-l pe Scott să efectueze alte explorări pe mare și să mai facă cercetări până când iarna își va reveni în drepturi. Era intenționat ca Discovery să ajungă în aprilie sau mai în Noua Zeelandă, iar apoi acasă în Anglia prin Pacific, continuându-și cercetările în domeniul magnetismului pe drum. Morning ar fi trebuit să îl ajute pe Scott la orice ar fi fost nevoie în acest timp.
Planul era frustrant, pentru că Discovery a rămas înțepenită în ghețuri. Markham a anticipat faptul că acest lucru se va întâmpla, iar căpitanul navei Morning, William Colbeck, i-a adus o scrisoare secretă care îi permitea lui Scott șederea pentru încă un an. Nava Morning a oferit șansa unor marinari să se întoarcă acasă. Printre ei, împotriva dorinței sale, se afla și convalescentul Shackleton, pentru care Scott decise că „nu se mai puteau lua riscuri în cazul stării lui de sănătate”. Se spune acest lucru a dus la ruptura relațiilor de prietenie dintre Scott și Shackleton, la aceasta contribuind și un schimb aprins de replici în timpul călătoriei spre sud. Unele dintre aceste detalii au fost afirmate de Armitage, a cărui relație cu Scott s-ar fi înrăutățit și care, după ce Scott, Wilson și Shackleton au murit, a decis să dezvăluie niște lucruri ce l-ar fi pus pe Scott într-o lumină proastă. Alte surse ar indica că cei doi ar mai fi rămas prieteni pentru un timp; Shackleton reîntâlnindu-l pe Scott la întoarcerea sa acasă în 1904 și scriindu-i după ceva timp o scrisoare cordială.

### Al doilea an
După ce iarna anului 1903 a trecut, Scott s-a pregătit pentru cea de a doua mare expediție: o escaladare a munților din vest și explorarea Teritoriului Victoria. Mica călătorie a lui Armitage de anul trecut către munți a deschis un drum la o altitudine de 8.900 picioare (2.700 m) înainte de a se întoarce, dar Scott a decis că vrea să meargă înspre vest, dacă e posibil, chiar la Polul Sud Magnetic. După un start fals din cauza săniilor defecte, un grup format din Scott, Lashly și Edgar Evans a părăsit Discovery pe 26 octombrie 1903.

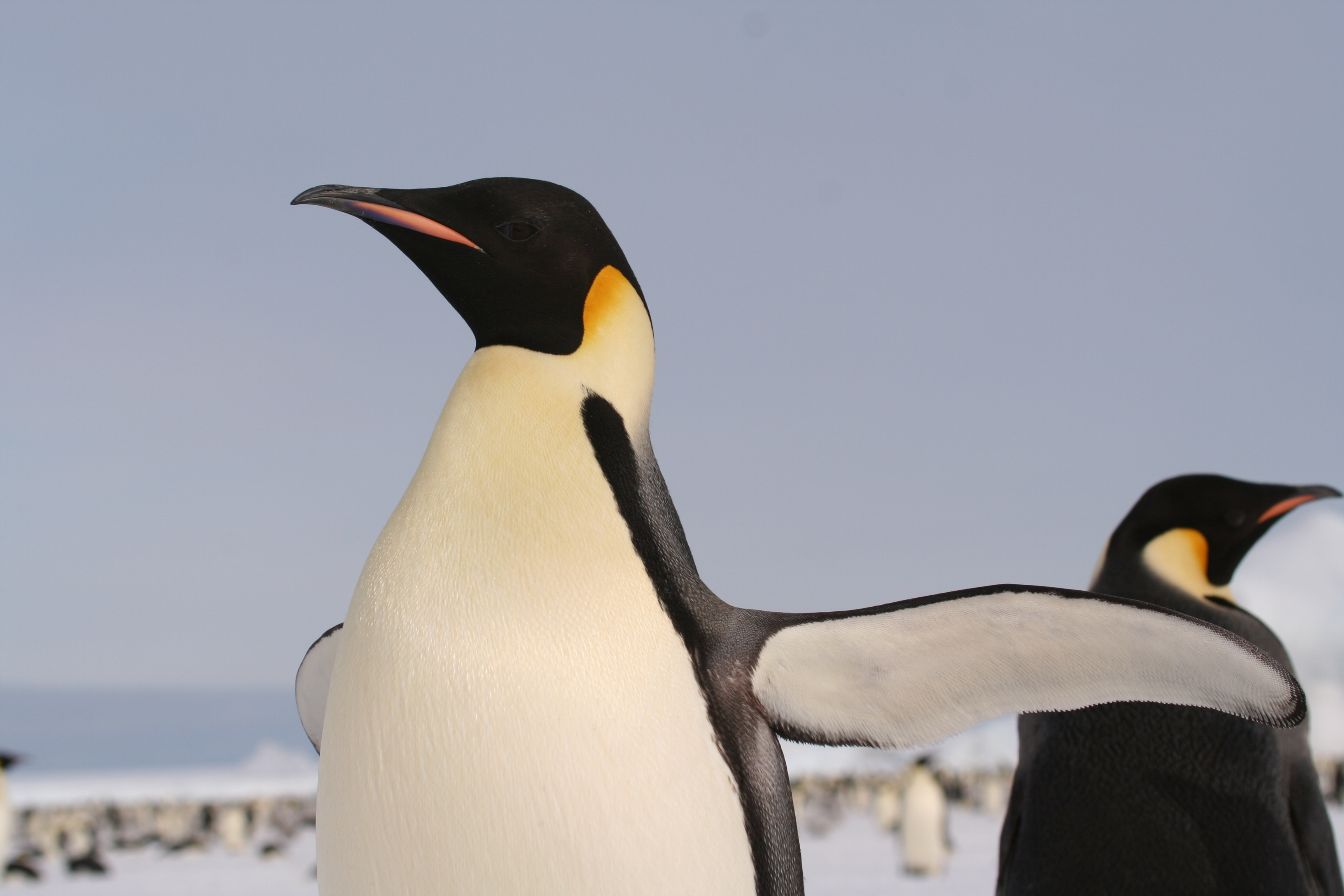
Pinguini Imperiali. Colonia de la Capul Crozier a fost descoperită de un grup condus de Charles Royds, în octombrie 1902

Urcând un ghețar mare, care a fost numit după geologul grupului, Ferrar, ei au ajuns la o înălțime de 7.000 picioare (2.100 metri) înainte de a se reîntoarce în tabără pentru o săptămână din cauza viscolelor puternice. Acest fapt i-a împiedicat să ajungă în vârful ghețarului până la 13 noiembrie. În continuare au mers înspre locul în care Armitage a ajuns cel mai departe, descoperind Platoul Polar și fiind primul grup de oameni care a mers pe el. După întoarcerea echipei de cercetare, Scott, Evans și Lashly au continuat călătoria pe întinsul platou pentru încă 8 zile, acoperind o distanță de 150 mile (240 km) și ajungând la cel mai vestic punct al lor pe 30 noiembrie. Pierzându-și hărțile într-o furtună din timpul urcării ghețarului, ei nu știau exact unde se aflau, și nu aveau niciun reper care să îi ajute să își stabilească pozițiile. Călătoria de întoarcere la Ghețarul Ferrar a fost extrem de grea, în condițiile în care avansau 800 metri pe oră, proviziile erau terminate și depindeau de tehnicile lui Scott pentru a se ghida. În timpul coborârii Scott și Evans au supraviețuit unei căderi într-o crevasă, care le putea fi fatală, înainte de a descoperi locuri fără zăpadă și văi uscate, rare în Antarctica. Lashly a descris valea ca fiind „un loc excelent pentru a crește cartofi”. Grupul a ajuns la Discovery pe 24 decembrie, după un traseu de 700 mile (1100 km) acoperit în 59 de zile. Media lor de 14 mile (22 km) pe zi a fost mult mai bună decât cea atinsă în expediția sudică de sezonul trecut, pentru o expediție pe baza cărării săniilor de către oameni, fapt ce a crescut indiferența lui Scott față de câini. Istoricul polar David Crane descrie expediția vestică ca „una dintre cele mai bune călătorii din istoria polară”.
Multe alte călătorii au fost întreprinse în timpul absenței lui Scott. Royds și Bernacchi s-au deplasat pe Barieră pentru 31 de zile înspre sud-est, observându-i parte netedă, odată cu efectuarea unor investigări magnetice. Alt grup a explorat Ghețarul Koettlitz în sud-vest, iar Wilson a observat pinguinii imperiali de la Capul Crozier de aproape, după un scurt drum.

### A doua misiune de ajutor
Scott a sperat ca la întoarcerea sa Discovery să fie liberă din ghețuri, dar ea a rămas bine înțepenită. Munca cu ferăstraiele de gheață a început, dar după 14 zile de muncă doar două tăieturi paralele de 140 metri au fost făcute, cu nava aflată tot la 32 km de apă. Pe 5 ianuarie 1904 nava de ajutor Morning s-a întors, de data aceasta cu încă o navă, Terra Nova. Colbeck avea instrucțiuni clare de la Amiralitate că, dacă Discovery nu putea fi eliberată curând, ea va fi abandonată în gheață iar echipajul adus acasă cu două nave de ajutor. Acest ultimatum a provenit din dorința lui Markham de a salva banii cheltuiți pe misiunea de ajutor, deoarece nu erau alte surse de unde să atragă bani. Amiralitatea ar fi dat bani doar prin propriile sale reguli. Termenul limită a fost decis de cei trei căpitani ca fiind 25 februarie, devenind o cursă contra-cronometru pentru cele două vase să ajungă la Discovery, care era încă blocată la Hut Point. Ca și precauție Scott a început transferul specimenelor științifice la celelalte vase. Au fost folosiți explozivi pentru a sparge gheața, iar grupurile de tăietori cu ferăstraiele s-au întors la treabă, dar deși progresul avansa, până la sfârșitul lui ianuarie tot mai rămăseseră 3 km până la salvatori. Pe 10 februarie Scott a înțeles că va trebui să abandoneze nava, dar pe 14 februarie cea mai mare parte din gheață s-a spart, iar cele două nave au fost capabile să navigheze alături de Discovery. O ultimă încărcătură de explozivi a spart restul gheții pe 16 februarie, iar în ziua următoare, după o ultimă sperietură trasă de echipaj după ce ea s-a blocat într-un banc de nisip ușor evitabil, Discovery a început călătoria înapoi spre Noua Zeelandă.

## Întoarcerea acasă

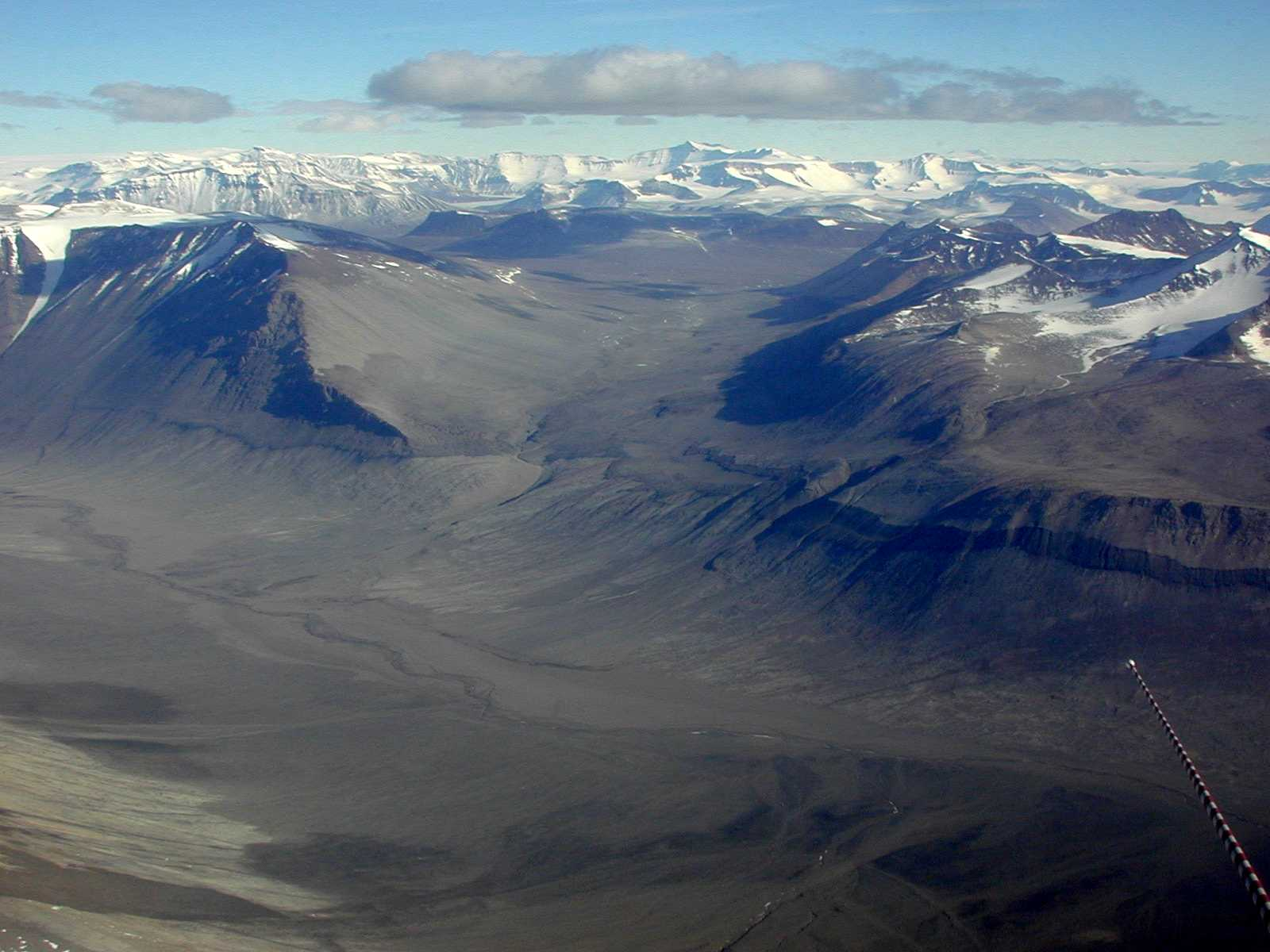
Văile Uscate în Munții de Vest ai Teritoriului Victoria, descoperite în timpul călătoriei spre vest a expediției

În timpul întoarcerii acasă, în Anglia, primirea navei a fost una rece, lumea neștiind de întoarcerea navei. Markham era prezent pentru a întâlni nava în Portsmouth când ea a ancorat acolo pe 10 septembrie 1904, dar nimeni nu a întâmpinat grupul care a ajuns în Londra câteva zile mai târziu. Totuși, se remarca un entuziasm general în cadrul oamenilor pentru expediție, iar toată lumea aflase despre ea. Scott a fost rapid promovat ca și Căpitan, fiind invitat la Castelul Balmoral pentru a-l întâlni pe Regele Edward al VII-lea, care l-a investit ca și Comandant al Ordinului Regal Victorian. De asemenea Scott a primit o mulțime de medalii și decorații din alte țări, incluzând medalia franceză Légion d'honneur. Mai multe Medalii Polare și avansări în grad au fost acordate, de asemenea, altor ofițeri și membri ai echipajului.
Rezultatele principale ale explorării geografice au fost descoperirea Teritoriului Regelui Edward al VII-lea; escaladarea Munților de Vest și traversarea Podișului Polar; prima sanie vreodată condusă pe acel podiș și călătoria pe Barieră până la cel mai sudic punct, 82°17′ S. Tipul de insulă a Insulei Ross a fost stabilit, Munții Transantarctici fiind cartografiați la 83°S, iar pozițiile și altitudinile ale mai mult de 200 de munți individuali au fost calculate. Multe alte repere și locuri au fost cartografiate și numite, odată cu efectuarea a numeroase cercetări în domeniul acestora.
De asemenea, s-au remarcat unele descoperiri științifice importante. Acestea includeau descoperirea Văilor Uscate în Munții de Vest, colonia de pinguini imperiali de la Capul Crozier, dovezi științifice că Marea Barieră era o bucată enormă de gheață plutitoare, și o frunză fosilizată descoperită de Ferrar care a ajutat la înțelegerea trecutului Antarcticii cu super-continentul Gondwana. Mii de specimene biologice și geologice au fost colectate și examinate, descoperindu-se noi forme de viață marine, iar locația Polului Sud Magnetic a fost recalculată cu mai multă acuratețe.
O aprobare generală din partea hidrografului șef al Marinei (și oponentul lui Scott) Sir William Wharton a fost încurajatoare. Totuși, la publicarea rezultatelor în domeniul meteorologice, oamenii de știință s-au îndoit de acuratețea datelor, printre care și președintele Societății Fizice din Londra, Dr. Charles Chree. Scott și-a apărat pe cât posibil munca, însă, totuși, recunoștea că eseul lui Ryods în acest domeniu era „teribil de neglijent”.
Eșecul de a evita scorbutul s-a datorat neglijenței față de simptomele acestuia, și nu a expediției în sine. La acel timp se credea că o dietă pe bază de carne proaspătă ar putea funcționa ca remediu, dar nu lipsa acesteia era cauza bolii. De aceea, în expediția sudică a fost luată carne de focă pentru „cazul în care ne îmbolnăvim de scorbut” . În Expediția Nimrod din 1907-1910 Shackleton a evitat boala printr-o dietă bine pusă la punct, incluzând mai multă carne de focă și pinguin. Totuși, locotenentul Edward Evans a fost la un pas de moarte din cauza sa în Expediția Terra Nova (1910-1913), aceeași boală devastând un grup de oameni care naviga pe Marea Ross în 1915-1916. Boala a rămas fatală până când cauzele au fost, în final, stabilite, la 25 de ani de la Expediția Discovery.

## Consecințe
Scott a primit permisiunea de la Marină să scrie, oficial, întreaga relatare a expediției, Voiajul lui Discovery; aceasta a fost publicată în 1905, vânzându-se bine. Totuși, relatarea bolii lui Shackleton în cartea lui Scott a dus la neînțelegeri între cei doi, mai ales în cadrul variantei extinse a cărții unde a fost descrisă transportarea lui Shackleton pe sanie. Din această cauză, rezultatul expediției, mai exact atingerea celui mai sudic punct de până atunci, a părut neimportant și a fost ignorat.
Eventual Scott s-a întors la cariera sa navală, prima dată ca asistent în cadrul Serviciului de Spionaj Naval, și apoi, în august 1906, în calitate de căpitan al navei-amiral HMS Victorious. În acest timp el a devenit erou național, în ciuda aversiunii sale față de vedete sau popularitate, iar expediția a fost prezentată publicului ca un mare triumf. Această euforie nu a influențat analiza obiectivelor, sau a punctelor tari și slabe ale expediției în general. În particular, preponderența lui Scott de a folosi forța brută pentru a traversa gheața a fost discutată și astfel s-a format o dezaprobare generală asupra utilizării câinilor și a schiurilor, lucru ce a persistat și în expedițiile următoare. Aceasta i-a intrigat pe alți călători pe gheață ca Fridtjof Nansen, a cărora sfat în acest domeniu era des luat în seamă.
Această expediția a fost debutul multor altor membri din echipaj care au devenit lideri sau inițiatori a multor alte expediții din următorii 15 ani. În afară de Scott și Shackleton, Frank Wild și Ernest Joyce de pe puntea inferioară s-au întors în repetate rânduri pe gheață, aparent neputând să se integreze înapoi în viața normală. William Lashly și Edgar Evans, companionii lui Scott în călătoria vestică din 1903, s-au apropiat de planurile de viitor a liderului lor și au devenit partenerii lui obișnuiți. Tom Crean i-a urmat și pe Scott, dar și pe Shackleton în viitoarele expediții. Locotenentul „Teddy” Evans, primul ofițer pe nava de ajutor Morning, și-a dezvoltat planuri în scopul de a-și porni o proprie expediție, înainte de a i se alătura lui Scott în 1910.
La scurt timp după întoarcerea la lucru, Scott și-a exprimat dorința Societății Roiale de Geografie de a se întoarce în Antarctica, aceasta nefiind la acel moment făcută publică. Scott a fost prevenit din timp de către Shackleton, care la începutul anului 1907 și-a anunțat planurile de a face o expediție cu două obiective: de a atinge Polul Sud geografic, dar și magnetic. Sub această constrângere, Shackleton a hotărât să nu lucreze din Strâmtoarea McMurdo, pe care Scott o considera a fi propriul său teren de lucru. În timpul respectivei expediții, neavând niciun loc sigur de ancorat, Shackleton a fost obligat să își încalce promisiunea. Ea a fost de succes, ajungând la 88°23′, mai puțin de 160 km geografici de Polul Sud, în timp ce un alt grup din expediția a atins Polul Sud Magnetic. Totuși, încălcarea promisiunii și bucuria învingerii lui Scott l-a făcut pe Shackleton să rupă prietenia cu el, Scott făcându-l un mincinos și un hoț.
Planul lui Scott a devenit realitate - o expediție în scopuri pur științifice, cu obiectivul de a atinge Polul Sud Geografic. Scott era disperat să nu se confrunte cu amatorismul de care era legată expediția Discovery. El l-a numit pe Edward Wilson ca și șef al grupului de cercetători, iar Wilson a selectat o echipă cu experiență. Expediția a pornit pe 10 iunie 1910 în Terra Nova, una dintre navele ce a salvat Discovery. Programul ei a fost încurcat din cauza sosirii unei expediții norvegiene condusă de Roald Amundsen în același timp. Grupul lui Amundsen a atins Polul Sud pe 14 decembrie 1911 și s-a întors cu bine acasă. Scott și patru tovarăși printre care și Wilson, au ajuns la Pol pe 17 ianuarie 1912; toți cinci murind pe drumul de întoarcere.